# Юная Австрия
Юная Австрия (нем. Junges Oesterreich) — группа немецко—австрийских либеральных поэтов, вступивших, после Анастасия Грюна, Николауса Ленау, К. Бека и др., на литературное поприще в «предмартовские» (vormärzliche) годы и подготовивших преобразовательное движение 1848 года.
Главными представителями этого литературного направления были Мориц Гартман ("Kelch und Schwert", 1845), Альфред Мейснер ("Ziska", 1846) и Герман Роллет ("Frühlingsboten aus Oesterreich", 1845; "Wanderbuch eines Wiener Poeten", 1846).